# レッチェ県

レッチェ県
Provincia di Lecce

レッチェ県（レッチェけん、イタリア語: Provincia di Lecce）は、イタリア共和国プーリア州に属する県の一つ。県都はレッチェ。

## 地理

### 位置・広がり
レッチェ県はプーリア州南部に位置する県である。地中海に突き出したサレント半島の最南端で、東にアドリア海に、南と西はイオニア海に面している（西側はターラント湾と呼ばれる）。県都レッチェはサレント半島中央内陸部に位置し、ブリンディジから南南東へ約37km、ターラントから東南東へ約80km、州都バーリから南東へ約139kmの距離にある。
隣接する県は以下の通り。
- ブリンディジ県 - 北
- ターラント県 - 北西

### 主要な都市
2001年の国勢調査に基づく居住地区（Località abitata）別人口統計によれば、人口1万5000人以上の都市は以下の通り。
- レッチェ - 78,320人
- ナルド - 28,995人
- コペルティーノ - 21,939人
- ガラティーナ - 21,086人
- カザラーノ - 19,556人
- ガッリーポリ - 19,430人
- スクインツァーノ - 15,355人

- レッチェの夜景
- ナルド
- ガッリーポリ

## 行政区画

### コムーネ
レッチェ県には96のコムーネが属する。主要なコムーネ（人口上位15位）は下表の通り。左端の数字はISTATコードを示す。人口は2012年1月1日現在。
右の地図中の番号は、コムーネのISTATコード下3桁を示す。下表に掲げた主要なコムーネのうち、地図中に名称を記さなかったものについては、番号を太字で示した。
| コード | 自治体名                     | 人口   |
| ------ | ---------------------------- | ------ |
| 075035 | レッチェ                     | 89,615 |
| 075052 | ナルド                       | 31,664 |
| 075029 | ガラティーナ                 | 27,187 |
| 075022 | コペルティーノ               | 23,853 |
| 075016 | カザラーノ                   | 20,461 |
| 075031 | ガッリーポリ                 | 20,399 |
| 075088 | トリカーゼ                   | 17,666 |
| 075030 | ガラトーネ                   | 15,756 |
| 075083 | スルボ                       | 14,858 |
| 075039 | マーリエ                     | 14,773 |
| 075079 | スクインツァーノ             | 14,440 |
| 075092 | ヴェーリエ                   | 14,307 |
| 075087 | トレプッツィ                 | 14,271 |
| 075037 | レヴェラーノ                 | 14,062 |
| 075048 | モンテローニ・ディ・レッチェ | 13,881 |

21世紀に入って以降、以下のコムーネ統廃合 (it:Fusione di comuni italiani) が行われている。
2019年
- プレシッチェ＝アックーアリカ (プレシッチェ、アックーアリカ・デル・カーポが合併)

## 人物

### 著名な出身者
- アルド・モーロ - イタリア共和国首相。マーリエ出身。
- マルコ・マテラッツィ - サッカー選手。レッチェ出身。